# أرينا ويليامز
أرينا ويليامز سياسية نيوزيلندية، ولدت في 1990. ولقد كانت عضوًا في البرلمان في مجلس النواب. 
بدأت ويليامز حياتها المهنية بالعمل كضابطة مراقبة ، حيث واجهت العديد من الأشخاص في نظام المحاكم بسبب جرائم، مما دفعها إلى الدعوة لإصلاح العدالة. 